# Tarhuntaša
Tarhuntaša je bila v bronasti dobi  mesto v Anatoliji, v hetitskih dokumentih omenjeno kot njihova prestolnica. Njena lokacija ni znana. Med predloge za  njeno  lokacije spadajo Konya, Gorata Kilikija, dolina Göksu, okolica Kayserija, najdišče Kilise Tepe v južni Anatoliji in Kızıldağ severno od Karamana. 
Ena od špekulacij trdi, da je Tarhuntaša kaškansko ime mesta, ki so ga Grki imenovali Troja. Ime Tarhuntaša  pomeni Mesto boga Tarhunta, luvijskega boga groma.

## Zgodovina
V zgodnjem 13. stoletju pr. n. št. je kralj Muvatali II. preselil hetitsko prestolnico iz Hatuše v Tarhuntašo, uradno zaradi omena. Njegov sin Muršili III. je prestolnico preselil nazaj v Hatušo. Ko je Hatušili III. odstavil svojega nečaka Muršilija II., je za kralja  Tarhuntaše imenoval svojega nečaka Kurunto.  V ohranjeni pogodbi se kot novoimenovani kralj omenja Ulmi-Tešup, zato so nekateri znanstveniki prepričani, da sta Ulmi-Tešup in Kurunta različni osebi.
Tudhalija IV. je s pogodbo, zapisano na bronasti plošči, za kralja Tarhuntaše ponovno imenoval Kurunto. V tistem času je Kurunta poveljeval svoji vojski v vojni s Parhi. Ta pogodba v nasprotju s prejšnjimi vključuje priči, hetitska vazalna kralja Mire in Sehe na egejski obali, kar posredno pomeni,  da je bila Tarhuntaša pomembna za celo zahodno Anatolijo. 
Kurunta se je kasneje sam razglasil za velikega kralja, se pravi vladarja celega Hetitskega imperija, čemur je dvor v Hatuši nasprotoval. 
Napis, pisan v hieroglifski luvijščini proti koncu Hetitskega imperija, pravi, da ja Šupiluliuma II. napadel in izropal mesto Tarhuntaša. Drugi napisi iz poznega 13. stoletja pr. n. št. omenjajo tudi velikega kralja Hartapuja, sina velikega kralja Muršilija (III.), ki je zelo verjetno vladal Tarhuntaši. Napad na Tarhuntašo bi lahko bil del pohoda Šupiluliume II. proti Hartapuju.